# 1-й піхотний полк (Португалія)
Пе́рший піхо́тний по́лк (порт. Regimento de Infantaria N.º 1) — піхотний полк у складі Збройних Сил Португалії. Розквартирований у місті Бежа. 

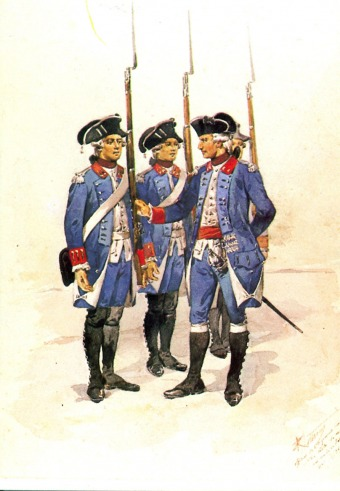
Полкова уніформа 1762 року.

Заснований 1648 року під час Реставраційної війни як терція урядового Комерційного управління. 1762 року, в ході реформування португальської армії німецьким графом Вільгельмом Шаумбургом-Ліппе, названий на його честь Ліпським полком (порт. Regimento de Lippe). Сучасну назву отримав 1806 року. Після окупації Португалії французами увійшов до складу наполеонівського Португальського легіону. Відновлений 1808 року. З 1890 року шефом полку була португальська королева Амелія. 
Брав участь у Піренейській війні (1809—1814), пацифікації Мозамбіку (1895) й Анголи (1914—1915), Першій Світовій війні (1917—1918), Колоніальній війні в Анголі (1961—1974). Нагороджений Орденом Вежі і Меча (1914). Девіз — «Ubi Gloria Omne Periculum Dulce» (Там, де слава — небезпека солодка). Полкові кольори — червоний і срібний. Герб — у срібному щиті червона троянда (герб графа Ліппе); в червоній главі щита сім ромбів у ряд. Скорочена назва — RI1.